# Melin
Pour les articles homonymes, voir Melin (homonymie).
Melin est une commune française située dans le département de la Haute-Saône, la région culturelle et historique de Franche-Comté et la région administrative Bourgogne-Franche-Comté.

## Géographie
La superficie est de 5,7 km2. Melin porte le code Insee 70337 et est associée au code postal 70120. 
Elle se situe géographiquement à une altitude de 260 mètres environ.

### Climat
Pour des articles plus généraux, voir Climat de la Bourgogne-Franche-Comté et Climat de la Haute-Saône.
En 2010, le climat de la commune est de type climat des marges montargnardes, selon une étude du Centre national de la recherche scientifique s'appuyant sur une série de données couvrant la période 1971-2000. En 2020, Météo-France publie une typologie des climats de la France métropolitaine dans laquelle la commune est dans une zone de transition entre le climat océanique altéré et le climat océanique altéré et est dans la région climatique  Lorraine, plateau de Langres, Morvan, caractérisée par un hiver rude (1,5 °C), des vents modérés et des brouillards fréquents en automne et hiver. 
Pour la période 1971-2000, la température annuelle moyenne est de 10 °C, avec une amplitude thermique annuelle de 17,2 °C. Le cumul annuel moyen de précipitations est de 943 mm, avec 12,8 jours de précipitations en janvier et 9,4 jours en juillet. Pour la période 1991-2020, la température moyenne annuelle observée sur la station météorologique de Météo-France la plus proche, « Combeaufontaine », sur la commune de Combeaufontaine à 6 km à vol d'oiseau, est de 10,7 °C et le cumul annuel moyen de précipitations est de 1 044,0 mm. 
La température maximale relevée sur cette station est de 41 °C, atteinte le 25 juillet 2019 ; la température minimale est de −26 °C, atteinte le 6 janvier 1985,,. 
Les paramètres climatiques de la commune ont été estimés pour le milieu du siècle (2041-2070) selon différents scénarios d'émission de gaz à effet de serre à partir des nouvelles projections climatiques de référence DRIAS-2020. Ils sont consultables sur un site dédié publié par Météo-France en novembre 2022.

## Urbanisme

### Typologie
Au 1er janvier 2024, Melin est catégorisée commune rurale à habitat très dispersé, selon la nouvelle grille communale de densité à sept niveaux définie par l'Insee en 2022.
Elle est située hors unité urbaine. Par ailleurs la commune fait partie de l'aire d'attraction de Vesoul, dont elle est une commune de la couronne,. Cette aire, qui regroupe 158 communes, est catégorisée dans les aires de 50 000 à moins de 200 000 habitants,.

### Occupation des sols
L'occupation des sols de la commune, telle qu'elle ressort de la base de données européenne d’occupation biophysique des sols Corine Land Cover (CLC), est marquée par l'importance des territoires agricoles (58,6 % en 2018), une proportion identique à celle de 1990 (58,6 %). La répartition détaillée en 2018 est la suivante : 
forêts (41,4 %), terres arables (35,8 %), zones agricoles hétérogènes (11,7 %), prairies (11 %). L'évolution de l’occupation des sols de la commune et de ses infrastructures peut être observée sur les différentes représentations cartographiques du territoire : la carte de Cassini (XVIIIe siècle), la carte d'état-major (1820-1866) et les cartes ou photos aériennes de l'IGN pour la période actuelle (1950 à aujourd'hui).

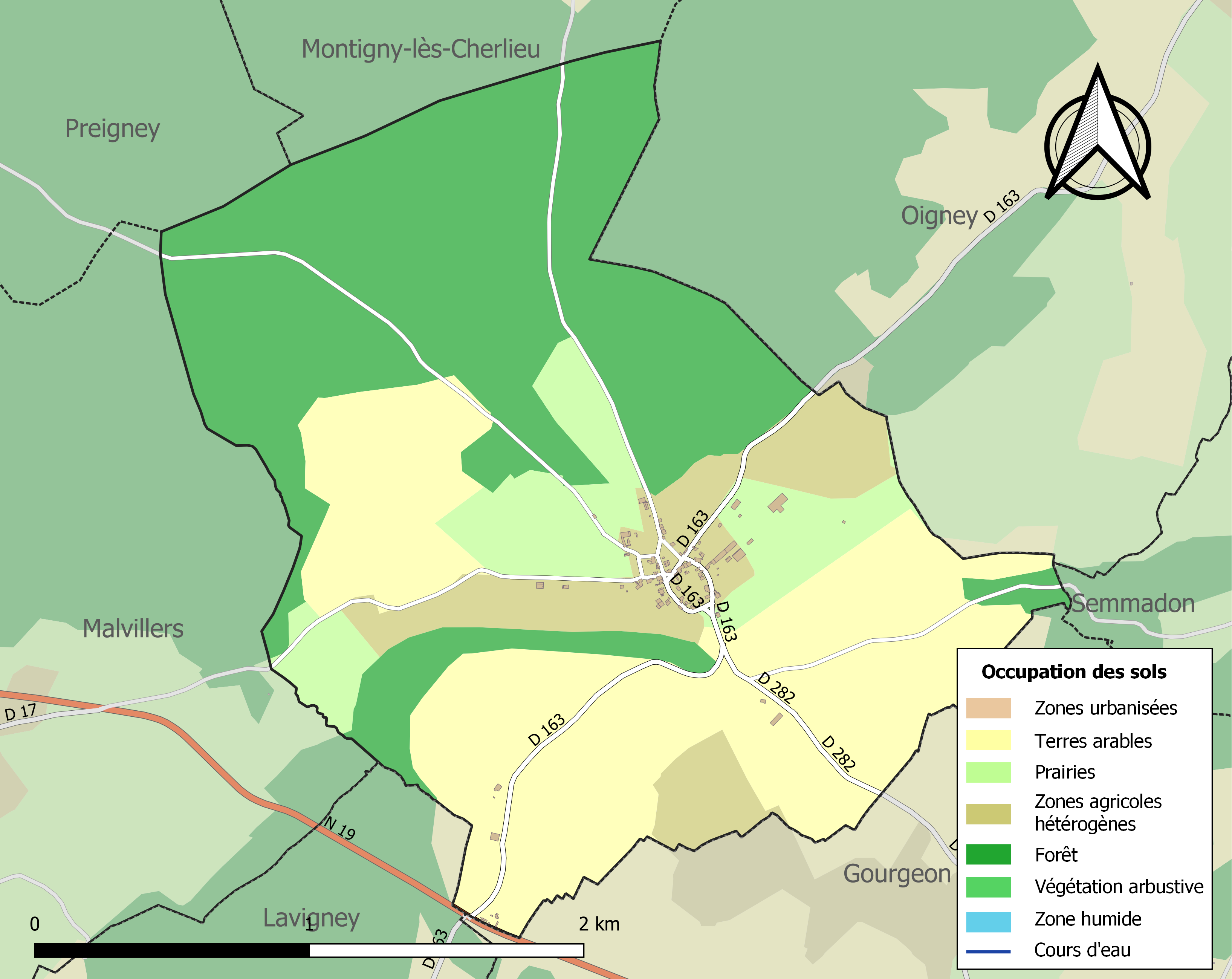
Carte des infrastructures et de l'occupation des sols de la commune en 2018 (CLC).

## Histoire
Les origines du village remontent à 1280. Le château (ferme fortifiée) situé au nord de l'église, fut construit au XIIIe siècle par la famille de Melin. 

## Politique et administration

### Rattachements administratifs et électoraux
La commune fait partie de l'arrondissement de Vesoul du département de Saône-et-Loire, en région Bourgogne-Franche-Comté. Pour l'élection des députés, elle dépend de la première circonscription de la Haute-Saône.
La commune appartenait depuis la Révolution française au canton de Combeaufontaine. Dans le cadre du redécoupage cantonal de 2014 en France, la commune fait désormais partie du canton de Jussey.

### Intercommunalité
La commune était membre de la petite communauté de communes des vertes vallées (Haute-Saône), intercommunalité créée en 1997 et qui regroupait environ 1 500 habitants en 2009.
L'article 35 de la loi n° 2010-1563 du 16 décembre 2010 « de réforme des collectivités territoriales » prévoyait d'achever et de rationaliser le dispositif intercommunal en France, et notamment d'intégrer la quasi-totalité des communes françaises dans des EPCI à fiscalité propre, dont la population soit normalement supérieure à 5 000 habitants.
Dans ce cadre, le schéma départemental de coopération intercommunale a défini la fusion de cette intercommunalité avec d'autres, et l'intégration à la nouvelle structure de communes restées jusqu'alors isolées. Cette fusion, effective le 1er janvier 2013, a permis la création de la communauté de communes des Hauts du val de Saône dont la commune est désormais membre.

### Liste des maires
| Période                                  | Période  | Identité            | Étiquette | Qualité                         |
| ---------------------------------------- | -------- | ------------------- | --------- | ------------------------------- |
| Les données manquantes sont à compléter. |          |                     |           |                                 |
| mars 2001                                | 2008     | Jean-Louis Huot     |           |                                 |
| 2008                                     | En cours | Marie-Hélène Muller |           | Réélue pour le mandat 2014-2020 |

## Démographie
En 2022, la commune de Melin comptait 55 habitants. À partir du XXIe siècle, les recensements réels des communes de moins de 10 000 habitants ont lieu tous les cinq ans. Les autres « recensements » sont des estimations.
| 1793 | 1800 | 1806 | 1821 | 1831 | 1836 | 1841 | 1846 | 1851 |
| ---- | ---- | ---- | ---- | ---- | ---- | ---- | ---- | ---- |
| 203  | 242  | 269  | 258  | 249  | 245  | 232  | 262  | 263  |

| 1856 | 1861 | 1866 | 1872 | 1876 | 1881 | 1886 | 1891 | 1896 |
| ---- | ---- | ---- | ---- | ---- | ---- | ---- | ---- | ---- |
| 245  | 261  | 267  | 263  | 244  | 243  | 196  | 161  | 160  |

| 1901 | 1906 | 1911 | 1921 | 1926 | 1931 | 1936 | 1946 | 1954 |
| ---- | ---- | ---- | ---- | ---- | ---- | ---- | ---- | ---- |
| 145  | 138  | 154  | 132  | 109  | 119  | 119  | 102  | 106  |

| 1962 | 1968 | 1975 | 1982 | 1990 | 1999 | 2006 | 2008 | 2013 |
| ---- | ---- | ---- | ---- | ---- | ---- | ---- | ---- | ---- |
| 94   | 82   | 75   | 74   | 77   | 80   | 68   | 64   | 58   |

| 2018 | 2022 | - | - | - | - | - | - | - |
| ---- | ---- | - | - | - | - | - | - | - |
| 59   | 55   | - | - | - | - | - | - | - |

## Économie
La GAEC Ligny (groupement agricole) élève en 2016 une dizaine de bufflones dont le lait sert à la fabrication de 80 kg/semaine de fromage mozzarella distribué localement en circuit court.
Le village compte depuis 1970 une pizzeria, qui occupe le bâtiment de la gare de Melin - Lavigney des anciens chemins de fer vicinaux de la Haute-Saône (ligne Vesoul - Combeaufontaine - Molay), rouverte en 2016, après une courte fermeture,.

## Culture locale et patrimoine

### Lieux et monuments
- Pierre tombale recouvrant initialement un caveau dans la chapelle seigneuriale de l'église. Cette pierre, dressée maintenant contre le mur de la chapelle porte les armes et les noms des membres des familles d’Aigremont et de Ferrières[13] ;

- Ferme fortifiée ;

- Vallée des 5 étangs, dont 2 encore en eau, occupée par les vestiges de 2 moulins : le moulin de la Tannerie et le moulin de Melin ;

- Forêt de Charlemagne, traversée par une voie romaine[13].

### Personnalités liées à la commune
- Jean d’Aigremont tué en 1515 à la bataille de Marignan[13].